# Папуга, Александр Фёдорович
Александр Фёдорович Папуга (16 февраля 1947) — советский футболист, нападающий.

## Биография
Начал выступать на взрослом уровне в 1965 году в составе армавирского «Торпедо» в классе «Б».
В 1967 году перешёл в «Уралмаш», с которым год спустя стал победителем зонального и финального турниров первой лиги, сыграв в победном сезоне 36 матчей и забив 9 голов. Однако на следующий год потерял место в составе и сыграл в высшей лиге только один матч — 30 мая 1969 года в игре против ЦСКА вышел на замену на 64-й минуте вместо Владимира Перегонцева.
В ходе сезона 1969 года перешёл в белгородский «Котлостроитель» (позднее — «Салют»), где провёл полтора сезона. В 1971 году выступал за смоленскую «Искру» и стал победителем зонального турнира второй лиги.
Дальнейшая судьба неизвестна.